# Lycaena younghusbandi
Albulina younghusbandi là một loài bướm thuộc họ Lycaenidae, được tìm thấy ở châu Á.